# Federalització de Buenos Aires

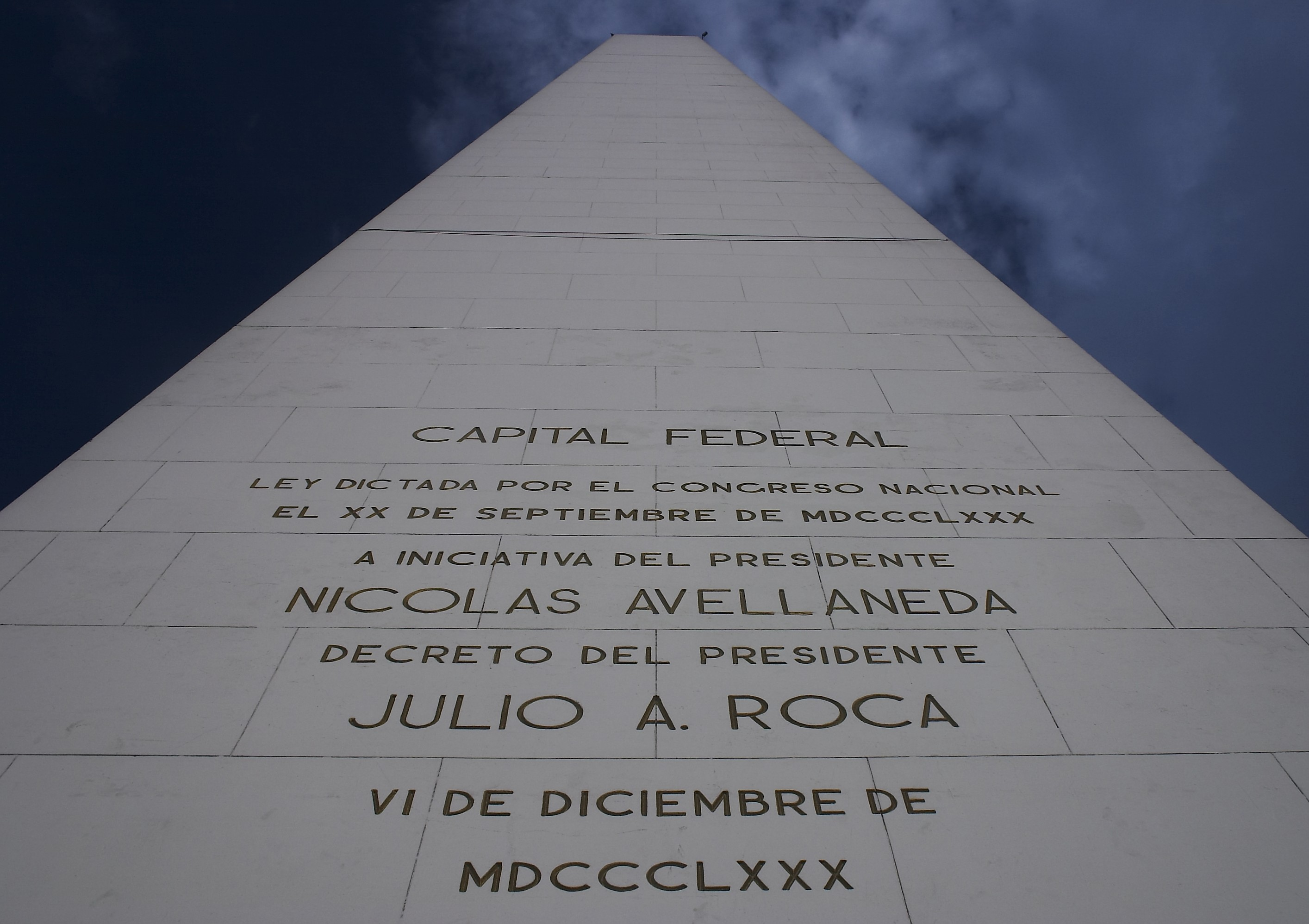
La façana oest del Obelisc de Buenos Aires recorda la federalització de la ciutat

La federalització de la Ciutat de Buenos Aires va ser l'acte per mitjà del qual el 1880 el Poder Executiu Nacional, sent Nicolás Avellaneda president de l'Argentina, va posar sota la seva jurisdicció el territori de la Municipalitat de la Ciutat de Buenos Aires.
La desvinculació política de la capital amb la província en la qual s'assenta havia estat una aspiració constant de les províncies argentines, amb excepció de la de Buenos Aires (que va reaccionar enèrgicament davant la mesura) durant tot el procés de formació de l'Estat nacional.

## Buenos Aires i les províncies
L'enorme pes de la població i la importància econòmica de la ciutat, dotada durant molts anys de l'únic port d'aigües profundes del país, feien d'ella un factor desequilibrant en les relacions entre les províncies federades. Aquesta desigualtat es va fer manifesta ja des de la Revolució de Maig, després de la qual els portenys van ser reticents a acceptar als diputats de l'interior en la Primera Junta de Govern, i es va aguditzar durant el llarg període d'inestabilitat política dels triumvirats i el Directori. Els intents de 1819 i 1826 de dictar una constitució unitària, que centralitzés a Buenos Aires el poder administratiu directe sobre tot el territori nacional, va extremar la situació, i les mesures polítiques preses per les províncies en els anys successius (com el Pacte Federal) van estar orientades a garantir que una situació així no pogués produir-se.
La Constitució Nacional sancionada a Santa Fe de la Vera Cruz l'1 de maig de 1853 va establir com a capital nacional a la ciutat de Buenos Aires: 
No obstant això, la representació equitativa de les províncies en la Convenció Constituent va provocar el rebuig de Buenos Aires, a la qual la forma federal de govern adoptada per la Convenció privaria de molts dels seus privilegis, produint-se la separació de l'Estat de Buenos Aires de la resta de la Confederació i el seu rebuig a la federalització de la ciutat va impedir que es complís l'article constitucional i el govern de la Confederació Argentina es va instal·lar a la ciutat de Paraná, llavors capital de la província d'Entre Ríos, que va ser federalizada (Territori Federal d'Entre Ríos).
Encara que, per atenuar el conflicte, els convencionals no van fixar en el text constitucional la condició federal de Buenos Aires, sí ho van fer per una llei especial, sancionada el 6 de maig de 1853, pocs dies després de la jura de la Constitució. El desconeixement de Buenos Aires de la jurisdicció de la Convenció portaria a la província a separar-se de fet de la Confederació Argentina fins a 1860, quan es va reincorporar a canvi de diverses modificacions del text constitucional i la supressió de la federalització.

## El Govern Federal, hoste de Buenos Aires

Partits de la Província de Buenos Aires abans de la federalització de la Ciutat de Buenos Aires. En vermell, la ciutat actual amb els seus barris.

Entre 1860 i 1880, les autoritats federals van residir a Buenos Aires, però sense tenir autoritat administrativa immediata sobre el territori en què s'allotjaven; l'incòmode contuberni va portar el 1874, quan les eleccions van consagrar al candidat de l'interior, Nicolás Avellaneda, a l'alçament dels portenys, encapçalats pel derrotat Bartolomé Mitre. Les forces lleials al govern federal van derrotar a Mitre en la batalla de La Verde el 26 de novembre, i al seu seguidor José Miguel Arredondo a la batalla de Santa Rosa; el gran triomfador de la situació va ser el general Julio Argentino Roca, vencedor a Santa Rosa, que va consolidar així la influència que li valdria l'arribada a la presidència en el mandat següent.
La relació entre les autoritats federals i Buenos Aires va seguir, però, sent hostil; el Partit Nacionalista de Mitre va advocar per l'abstenció electoral, i el governador de Buenos Aires, Carlos Casares, va endurir la separació entre el poder de policia i administració al seu càrrec i el poder federal. Avellaneda va intentar la reconciliació amnistiant als insurrectes, però el gest no va obtenir grans resultats. Quan, el 1880, les perspectives de Mitre per aconseguir la presidència es van veure novament enterbolides pel suport prestat per Avellaneda a Roca, les armes van semblar novament imminents; el nou governador de la província, el mitrista Carlos Tejedor, va fer al·lusió en un discurs a la condició d'«hoste seu» del govern federal.

## Federalització per les armes

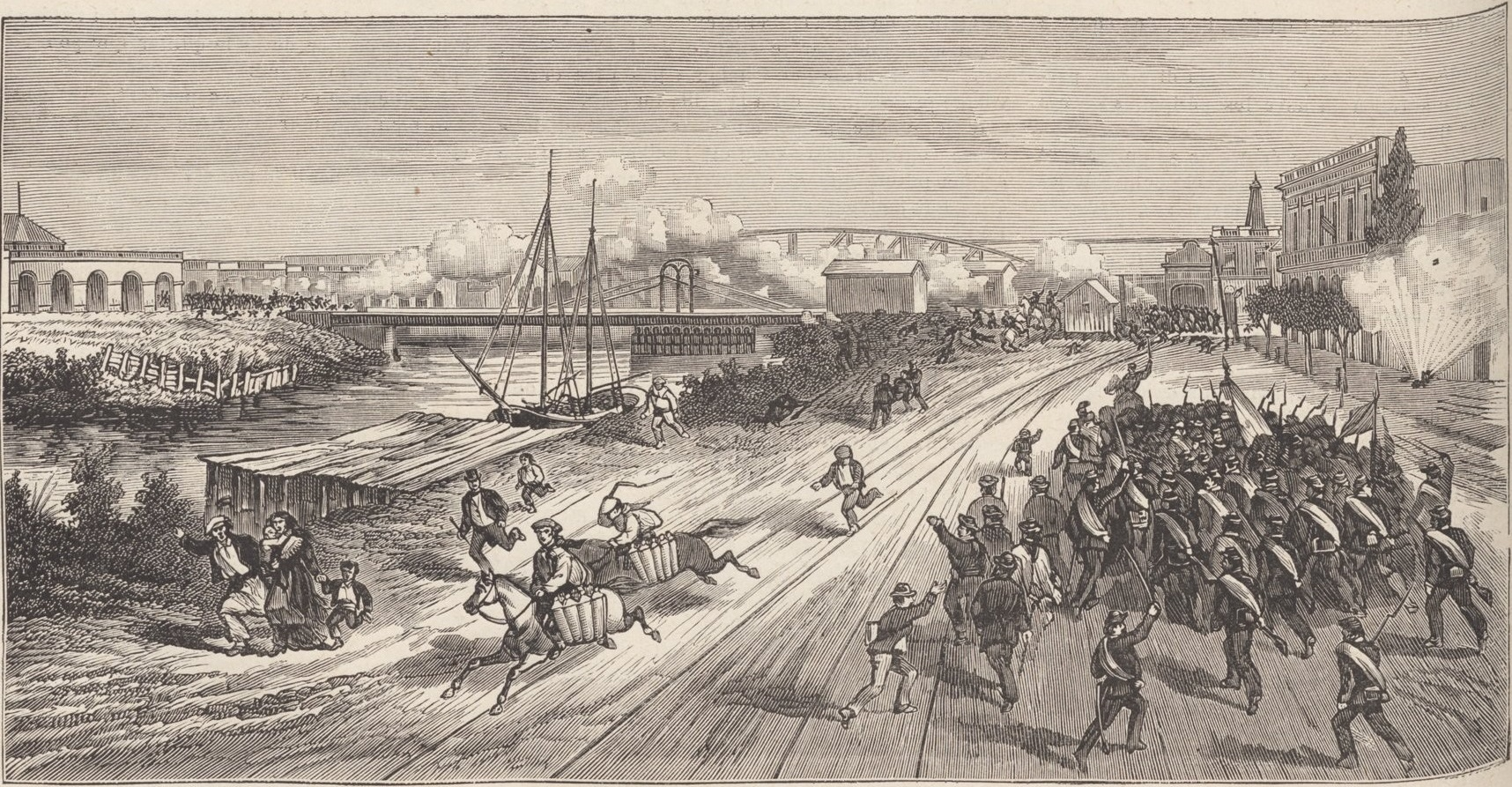
Combat de Barracas (20 de juny de 1880): Defensa del pont de Barracas per la Guàrdia Nacional de Buenos Aires

Quan el govern d'Avellaneda va anunciar la decisió de legislar la federalització de Buenos Aires, Tejedor va ordenar mobilitzacions militars i la formació de milícies per ensinistrar als ciutadans en el maneig de les armes. El Congrés va sancionar una llei que prohibia a les províncies la mobilització sense permís exprés federal, però Buenos Aires la va ignorar, i quan el govern federal va ordenar la requisa d'un vaixell carregat d'armes destinades a la milícia provincial, el coronel José Inocencio Arias va impedir, per ordre de Teixidor, la maniobra de les forces nacionals.
Davant l'actitud bel·ligerant, Avellaneda va disposar la retirada del govern federal de la ciutat de Buenos Aires i va decretar la designació del poble de Belgrano (llavors fora de la jurisdicció portenya), com a seu transitòria de govern. El Senat, la Cort i part de la Cambra de Diputats es van traslladar allà, abans que l'exèrcit nacional al comandament de Roca assetgés Buenos Aires.
L'enfrontament va ser particularment cruent; després ferotges combats a Olivera, Puente Alsina, Barracas i en Los Corrales (actual Parque Patricios, prop de San José de Flores), les tropes de Tejedor van ser derrotades. Encara que Mitre havia donat suport als insurrectes, va oficiar com a mediador, i va obtenir la signatura d'un acord disposant el desarmament de la milícia provincial i la renúncia de Tejedor.
El Congrés, des de la seu provisoria de Belgrano (a l'edifici de l'actual Museu Històric Sarmiento), va dissoldre la legislatura portenya. El 24 d'agost de 1880, Avellaneda va presentar un projecte de llei pel qual es declarava a Buenos Aires capital de la República i la hi posava sota control directe federal; el 21 de setembre la llei va ser aprovada, i el 6 de desembre va ser promulgada pel nou president Julio Argentino Roca. Amb la seva ratificació dies més tard per la legislatura portenya, es va separar a Buenos Aires de la província homònima. La capital d'aquesta última es traslladaria a la ciutat de La Plata, fundada ad hoc i s'establiria el gentilici «bonaerense» per als nascuts a la província, mantenint «porteny» per als nascuts a la ciutat.